# مارکو گاسپاری
مارکو گاسپاری (انگلیسی: Marco Gasparri؛ زادهٔ ۱۳ اکتبر ۱۹۸۸) بازیکن فوتبال است.
از باشگاه‌هایی که در آن بازی کرده‌است می‌توان به باشگاه فوتبال مونتسا اشاره کرد.